# Escotisme
Escotisme és el nom que es dona a l'escola o sistema filosòfic i teològic creat arran de l'obra i el pensament de Joan Duns Escot, nascut a Escòcia cap a l'any 1265.
Davant del tomisme, l'escotisme subratlla la primacia de la voluntat sobre l'enteniment, cosa que aplicada a Déu i a la creació suposa la contingència radical del món. Aquest existeix per un acte lliure de la voluntat divina i podria perfectament no haver existit o ser completament diferent.

## Àmbit de desenvolupament
Els seus seguidors sorgeixen bàsicament de l'orde franciscà, la qual declarà l'escotisme doctrina oficial de l'orde el 1593. No obstant això, en l'edat mitjana tardana, el seu abast sobrepassava, de molt, l'àmbit de l'escola franciscana, i entre els segles XIV i XVII hi havia a les universitats més escotistes que tomistes.

## L'escotisme als Països Catalans
Als Països Catalans va estar representat per Francesc Eiximenis, principalment, tot i que altres autors menys coneguts, com Joan Marbres en foren seguidors. L'Estudi General Lul·lià tenia una càtedra de filosofia escotista.